# Cinička škola
Cinička škola je bila starogrčka filozofska škola u kojoj je poučavao Antisten iz Atene.  Ime potječe od atenske gimnazije Kynosarges,   u kojoj je on poučavao. Diogen se također vezuje uz ovu školu. Pripadnici ove škole isticali su bespotrebnost kao ideal: treba imati malo, i to malo dalje sužavati. Naučavali su jednostavan i oskudan život, u skladu s prirodom. Diogen je odbacio čašu kad je vidio da može piti iz ruke. Diogenov život je bio živa ilustracija njihovog učenja; on sam je živio i poučavao u blizini ove škole. Ova gimnazija je bila namijenjena izvanbračnoj djeci, koja nisu imala prava kao ostali Atenjani.  Kynosarges u prijevodu znači bijeli ili brzi pas. Prema legendi Atenjanin Didymos je prinosio žrtvu koju je odnio pas. Dydmos je primio poruku iz proročišta da na mjestu gdje je pas ispustio prinos,  podigne hram u čast Heraklu. Naziv cinici također se izvodi i iz grčke riječi za psa kyon, zbog načina življenja koji su provodili i propovijedali. Suprotnost ovoj školi je hedonistička cirenska škola.
Glavna načela kinika:
- što je čovjek mudriji, to ima manje potreba;
- čovjek je slobodan kad nema potreba;
- mudar čovjek je dovoljan sam sebi;
- prihvaća samo zakon prirode;